# Грушов (округ Вельки Кртіш)
Гру́шов (словац. Hrušov, угор. Magasmajtény) — село, громада в окрузі Вельки Кртіш, Банськобистрицький край, центральна Словаччина, історичний регіон Гонт. Кадастрова площа громади — 23,31 км². Населення — 842 особи (за оцінкою на 31 грудня 2017 року). Протікає річка Олвар.

## Історія
Перша згадка 1285 року.

## Населення
| Рік:            | 1994. | 2004.   | 2014.   | 2024.   |
| --------------- | ----- | ------- | ------- | ------- |
| Кількість осіб: | 925   | 897     | 867     | 812     |
| Різниця:        |       | -3,02 % | -3,34 % | -6,34 % |

| Рік:            | 2023. | 2024.   |
| --------------- | ----- | ------- |
| Кількість осіб: | 818   | 812     |
| Різниця:        |       | -0,73 % |